# هاينز أ. ريختر
هاينز أ. ريختر (بالألمانية: Heinz A. Richter)‏ (18 مارس 1939 - 7 مارس 2024)، هو مؤرخ وأستاذ جامعي وكاتب ألماني، ولد في 18 مارس 1939 في هايلبرون في ألمانيا.